# Józef Latosiński
Józef Latosiński (ur. 31 października 1861 w Czchowie, zm. 21 grudnia 1928 w Wilamowicach) – długoletni kierownik szkoły w Wilamowicach, historyk amator, autor Monografii Miasteczka Wilamowic.
Po przybyciu do Wilamowic, w 1884 lub 1885 roku jako młody nauczyciel zafascynował się tamtejszą kulturą. W 1908 roku napisał obszerną pracę pod tytułem Monografia Miasteczka Wilamowic, w której spisał historię miasta i zwyczaje mieszkańców oraz zajął się zagadnieniami lingwistycznymi, m.in. kwestią pochodzenia (języka) Wilamowian. Monografię wydano w 1909 roku. W 1990 roku wydano reprint. Józef Latosiński był również założycielem i pierwszym naczelnikiem Ochotniczej Straży Pożarnej w Wilamowicach (1887).